# ATP Challenger Melbourne
Das ATP Challenger Melbourne (offizieller Name: Melbourne Challenger) war ein Tennisturnier in Melbourne, das 2009 und 2013 zweimal ausgetragen wurde. Es war Teil der ATP Challenger Tour und wurde im Freien auf Hartplatz ausgetragen.

## Liste der Sieger

### Einzel
| Jahr                         | Sieger        | Finalgegner       | Ergebnis      |
| ---------------------------- | ------------- | ----------------- | ------------- |
| 2013                         | Matthew Ebden | Tatsuma Itō       | 6:3, 5:7, 6:3 |
| 2010–2012: nicht ausgetragen |               |                   |               |
| 2009                         | Bernard Tomic | Marinko Matosevic | 5:7, 6:4, 6:3 |

### Doppel
| Jahr                         | Sieger                                | Finalgegner                  | Ergebnis          |
| ---------------------------- | ------------------------------------- | ---------------------------- | ----------------- |
| 2013                         | Thanasi Kokkinakis Benjamin Mitchell  | Alex Bolt Andrew Whittington | 6:3, 6:2          |
| 2010–2012: nicht ausgetragen |                                       |                              |                   |
| 2009                         | Sanchai Ratiwatana Sonchat Ratiwatana | Chen Ti Danai Udomchoke      | 7:65, 5:7, [10:7] |